# 구정휴게소
구정휴게소(邱井休憩所,Gujeong Service Area)는 강원특별자치도 강릉시 구정면에 위치한 동해고속도로의 고속도로 휴게소이다. 양방향 모두 휴게소가 존재한다. 부산방향의 주소는 강원특별자치도 강릉시 구정면 동해고속도로 345 속초 방향의 주소는 강원특별자치도 강릉시 구정면 동해고속도로 346이다.

## 시설

### 부산 방향
- 주차장
- 화장실
- 수유실
- 식당
- 매점
- 종합안내소
- 주유소 : EX-OIL
- 현금 자동 입출금기
- 브랜드 매장 : 로띠번
- 전기차 충전소

### 속초 방향
- 주차장
- 화장실
- 수유실
- 식당
- 주유소 : EX-OIL
- 현금 자동 입출금기
- 브랜드 매장 : 코바코
- 전기차 충전소

## 전후

### 부산 방면
- 남강릉 나들목 →구정휴게소→ 강릉 나들목
- 고속도로 기점 →구정휴게소→ 양양휴게소

### 속초 방면
- 남강릉 나들목 ←구정휴게소← 강릉나들목
- 옥계휴게소 ←구정휴게소← 양양휴게소